# Saint-Pierre-le-Vieux (Seine-Maritime)
Saint-Pierre-le-Vieux is een gemeente in het Franse departement Seine-Maritime (regio Normandië) en telt 203 inwoners (1999). De plaats maakt deel uit van het arrondissement Dieppe.

## Geografie
De oppervlakte van Saint-Pierre-le-Vieux bedraagt 7,0 km², de bevolkingsdichtheid is 29,0 inwoners per km².
De onderstaande kaart toont de ligging van Saint-Pierre-le-Vieux (Seine-Maritime) met de belangrijkste infrastructuur en aangrenzende gemeenten.

## Demografie
Onderstaande figuur toont het verloop van het inwonertal (bron: INSEE-tellingen).